# Kaufbeurer Haus
Le Kaufbeurer Haus est un refuge de montagne dans les Alpes d'Allgäu. Il se situe au nord du chaînon de Hornbach. Il appartient à la section Allgäu-Immenstadt du DAV. De la Pentecôte à début octobre, le refuge a un gardien chaque week-end. Il y a environ cinquante lits (quatorze durant l'hiver).

## Accès
On peut atteindre le refuge à partir de Hinterhornbach après trois heures de marche.
Avec le Waltenberger-Haus, le Kaufbeurer Haus est le seul refuge des Alpes d'Allgäu à ne pas être relié par un téléphérique et est approvisionné par hélicoptère.

## Sites à proximité
Le refuge se trouve sur le chemin Enzensperger (Enzenspergerweg), le sentier principal du chaînon de Hornbach, qui relie au refuge Hermann-von-Barth après six heures de marche.
Les sommets les plus proches du refuge sont la Bretterspitze (2 608 m) et la Gliegerkarspitze (2 575 m), à deux heures de marche d'une difficulté I, et l'Urbeleskarspitze (2 632 m), lui d'une difficulté II.